# Řapík

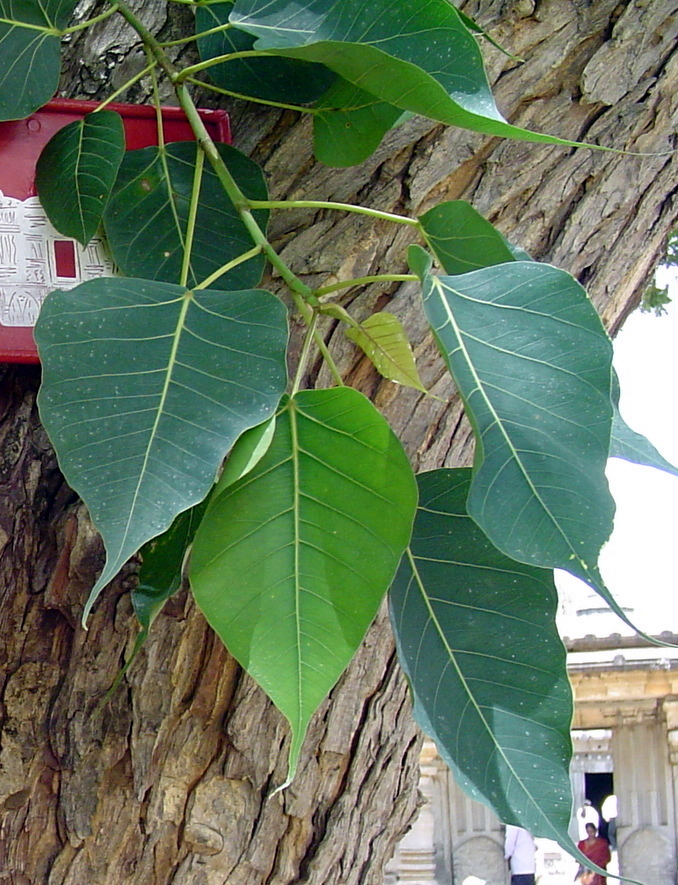
Nejběžnější řapíky

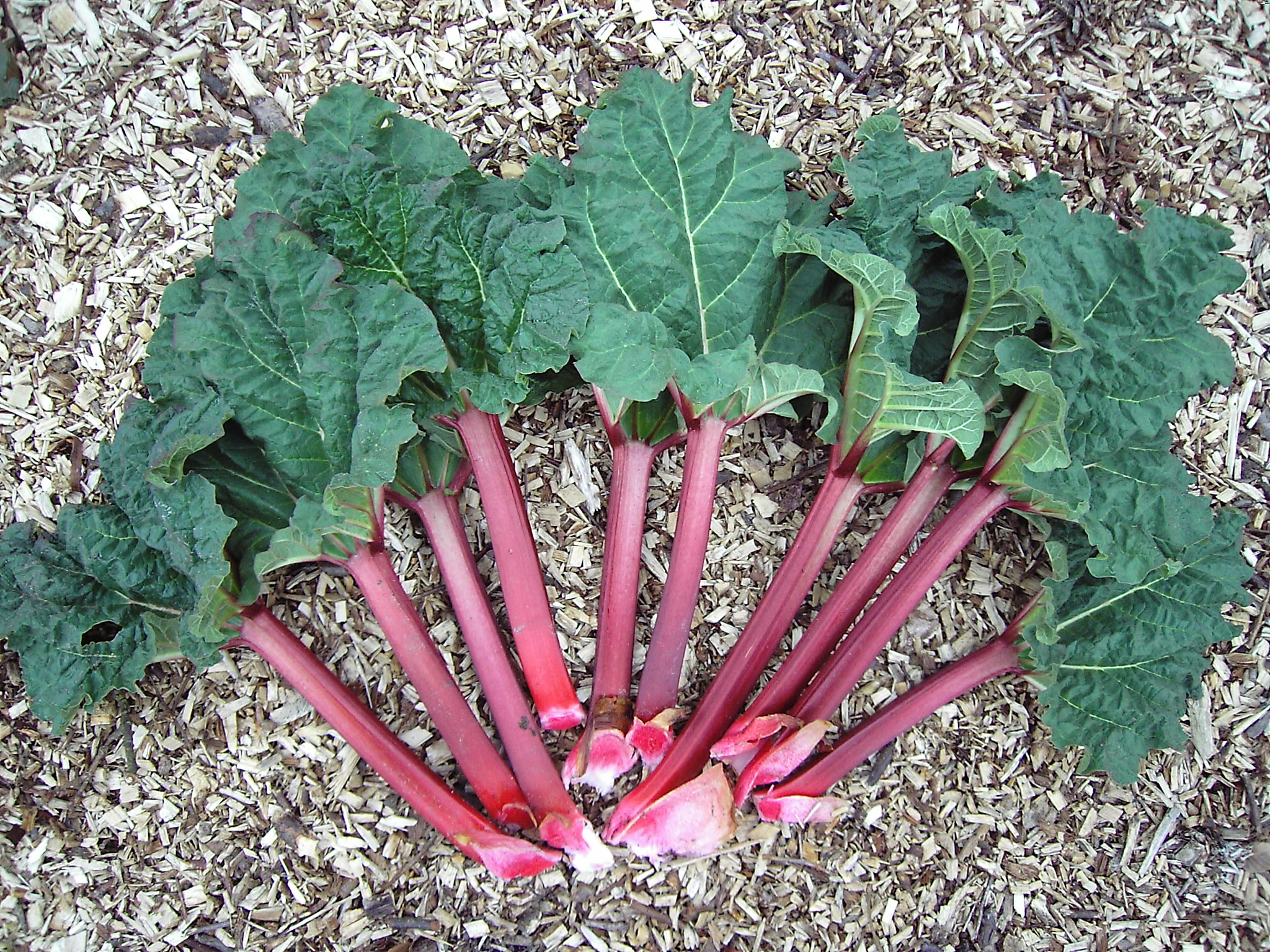
Reveň s jedlými řapíky

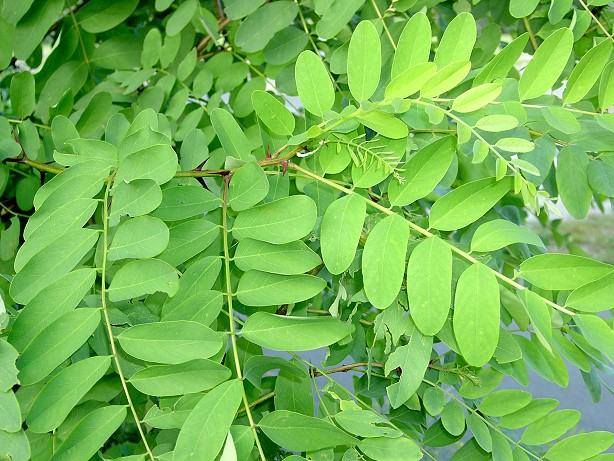
Řapíčky na lichozpeřeném listu

Řapík (petiolus) je stopkovitá část listu s charakteristickým tvarem a vnitřní stavbou, která spojuje čepel listu se stonkem rostliny. List s řapíkem se označuje jako řapíkatý, list bez řapíku je přisedlý. Řapík obsahuje mechanická pletiva, která se podílejí na udržení polohy listu a jeho odpružení v době zvýšeného mechanického namáhání a jeho nastavení do výhodnější polohy vůči slunečnímu svitu.
V řapíku jsou vodivá pletiva pro transport živin a metabolických produktů. U spodních listů jsou řapíky většinou delší než u horních, takže všechny listy mohou lépe využívat světelnou energii. Řapík nesoucí listovou čepel, hlavní transpirační a asimilující listový orgán, vzniká již ve fázi klíčení semenáčků v tkáních hypokotylu. Dále se vyvíjí prodlužováním listového meristému.
U některých rodů, např. akácie, je řapík listovitě rozšířen a přebírá asimilační funkce po redukovaných listových čepelích. Někdy je rostlina pěstována výhradně pro řapíky které se konzumují, např. reveň kadeřavá. U krytosemenných rostlin někdy vzniká tzv. ouškatý řapík, kdy vybíhá báze řapíku do párovitých výrůstků nazývaných ouška. V místě přisedání listu je občas u vyšších dvouděložných rostlin báze řapíku silně rozšířena a objímá stonek, vzniklý útvar se nazývá pochva a řapík je pochvatý.
Mimo základních tvarů řapíku, jako jsou oblý, hranatý a žlábkovaný, mohou být řapíky i znatelně zploštělé, buď ve svislé nebo vodorovné rovině. Někdy jsou tzv. křídlaté, mají podélně plochá tenká křídla (lemy) a řapík pak může být:
úzce křídlatý – křídla jsou užší než průměr řapíku
široce křídlatý – křídla jsou širší než průměr řapíku
trojkřídlý – křídla jsou po obou stranách i na spodní straně řapíku
zvlněné křídlatý – křídla jsou zvlněné zprohýbaná
Některé vodní rostliny, např. kotvice plovoucí, mají řapíky nafouklé a pomáhají rostlině udržovat listy nad hladinou. U popínavých rostlin, např. plaménku, slouží řapíky i jako úponky, kterými se rostlina přichycuje k opoře. Jsou rostliny mající řapíky extrémně dlouhé, např. z rodů rafie nebo banánovník, kdy bývají delší než 5 m.
Řapíček (petiolulus) je stopkovitá část lístku v dlanitě složeném nebo zpeřeném listu. Řapíček spojuje čepel lístku s vřetenem (osou) složeného listu, tj. s prodlouženým řapíkem. Funkce i vzhled řapíčků jsou obdobné jako u řapíků.

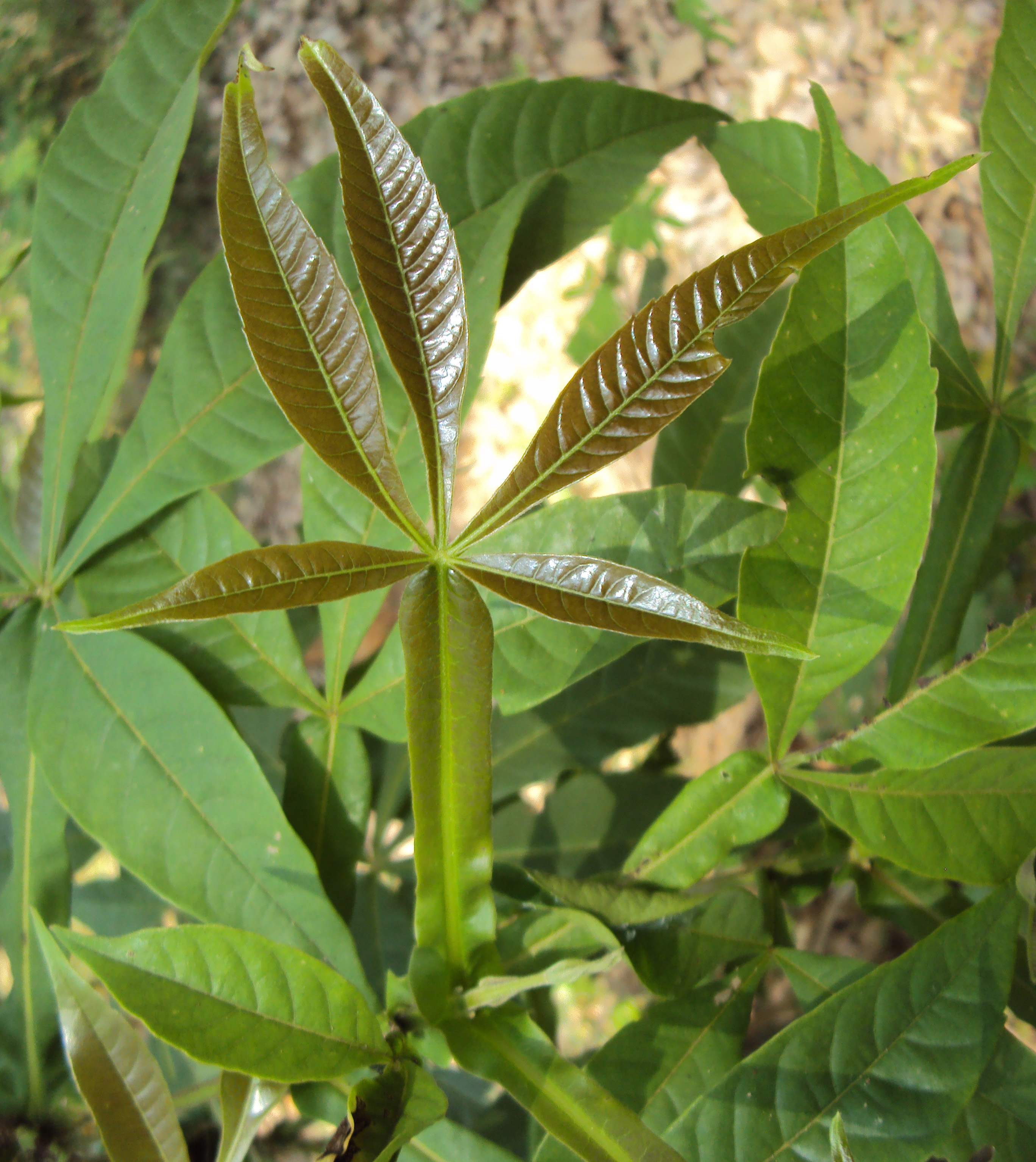
List drmku Vitex altissima s výrazně křídlatým řapíkem